# ノーフォーク (戦列艦・2代)
|          | |
| 艦歴     | |
| 発注:    | 1755年8月26日 |
| 建造:    | デットフォード工廠                                                                                                   |
| 進水:    | 1757年12月28日 |
| その後:  | 1774年解体 |
| 性能諸元 | |
| クラス:  | ダブリン級戦列艦 |
| 全長:    | 砲列甲板：165ft 6in（50.4m） 竜骨：134ft 6in（41.0m）                                                                |
| 全幅:    | 46ft 6in（14.2m） |
| 喫水:    | 19ft 9in（6.0m） |
| 機関:    | 帆走（3本マストシップ）                                                                                              |
| 兵装:    | 74門： 下砲列：32ポンド(15kg)砲28門 上砲列：18ポンド(8kg)砲28門 後甲板：9ポンド(4kg)砲14門 船首楼：9ポンド(4kg)砲4門 |

ノーフォーク（HMS Norfolk）はトーマス・スレード設計のダブリン級74門3等戦列艦。1757年12月28日にデットフォード工廠で進水した。